# Xinqiang He
Xinqiang He (kinesiska: 新墙河) är ett vattendrag i Kina. Det ligger i provinsen Hunan, i den södra delen av landet, omkring 110 kilometer norr om provinshuvudstaden Changsha.
Genomsnittlig årsnederbörd är 1 793 millimeter. Den regnigaste månaden är maj, med i genomsnitt 260 mm nederbörd, och den torraste är januari, med 49 mm nederbörd.